# Televisioni locali del Veneto
Raiway Veneto e Tbl sono due dei multiplex della televisione digitale terrestre presenti nel sistema DVB-T italiano.
Raiway Veneto appartiene a Rai Way, società controllata da Rai.
Tbl appartiene a Telebelluno Dolomiti.

## Copertura
Raiway Veneto è una rete di primo livello disponibile in tutto il Veneto. 
Tbl è una rete di secondo livello disponibile nella provincia di Belluno.
Sono inoltre ricevibili tre multiplex locali lombardi:
Eitowers Lombardia è una rete di primo livello disponibile nella provincia di Verona
Raiway Lombardia è una rete di primo livello disponibile nella provincia di Verona
Studio 1 Network A è una rete di secondo livello disponibile nella provincia di Verona

## Frequenze
Raiway Veneto trasmette sul canale 42 della banda UHF V in tutto il Veneto.
Tbl trasmette sul canale 22 della banda UHF IV nella provincia di Belluno.
Eitowers Lombardia trasmette sul canale 22 della banda UHF IV nella provincia di Verona.
Raiway Lombardia trasmette sul canale 34 della banda UHF IV nella provincia di Verona.
Studio 1 Network A trasmette sul canale 21 della banda UHF IV nella provincia di Verona.

## Servizi

### Canali televisivi (Raiway Veneto)
| LCN   | Canale                | Note       |
| ----- | --------------------- | ---------- |
| 10    | ANTENNA TRE VENETO    | FTA (HDTV) |
| 11    | TELENUOVO RETENORD    | FTA (HDTV) |
| 12 71 | CANALE ITALIA         | FTA (HDTV) |
| 13    | TVA                   | FTA (HDTV) |
| 14    | RETE VENETA           | FTA (HDTV) |
| 15    | TELEPADOVA - 7 GOLD   | FTA (HDTV) |
| 16    | TELEARENA HD          | FTA (HDTV) |
| 17    | TELECHIARA            | FTA (HDTV) |
| 18    | TNE TELENORDEST       | FTA (HDTV) |
| 19    | TV7 Triveneta Network | FTA (HDTV) |
| 75    | TELEBELLUNODOLOMITI   | FTA (HDTV) |
| 76    | TELEPACE              | FTA (HDTV) |
| 77    | TELEMANTOVA HD        | FTA (HDTV) |
| 78    | RADIO BIRIKINA TV     | FTA        |
| 80    | Televenezia           | FTA        |

### Canali televisivi (Tbl)
| LCN | Canale                    | Note       |
| --- | ------------------------- | ---------- |
| 75  | TELEBELLUNO               | FTA (HDTV) |
| 79  | RADIO BELLLA E MONELLA TV | FTA        |
| 81  | TELEDOLOMITI              | FTA        |
| 82  | RADIOSORRISO TV           | FTA        |
| 83  | TELECITTA                 | FTA (HDTV) |
| 84  | TELEROMAGNA               | FTA        |
| 85  | CAFE TV 24                | FTA        |
| 86  | RADIO ADIGE TV            | FTA        |
| 87  | SOCIAL CHANNEL            | FTA        |
| 88  | IL 13                     | FTA (HDTV) |
| 89  | TELECONTATTO 2            | FTA        |
| 90  | TELEANTENNA.IT            | FTA (HDTV) |
| 91  | TELEALTOBUT               | FTA        |
| 92  | STUDIOPIU' ON AIR         | FTA (HDTV) |
| 93  | RAN FRIUL                 | FTA        |
| 94  | RAN GERM                  | FTA        |
| 95  | RAN SLO                   | FTA        |
| 97  | TRY LAIM                  | FTA        |
| 351 | 70-80.TV                  | FTA        |